# Procarididea
Procarididea is een infraorde van kreeftachtigen uit de klasse van de Malacostraca (hogere kreeftachtigen).

## Familie
- Procarididae Chace & Manning, 1972